# Catalaanse graafschappen

De Catalaanse provincies tussen het einde van de 8e en de 12e eeuw, inclusief hun uitbreiding naar het zuiden.

De naam Catalaanse graafschappen (ook wel Catalaanse provincies) wordt in bepaalde geschiedschrijving gebruikt om de provincies te noemen die in het noordoosten van Iberië ontstonden vanaf de Spaanse Mark, na de Karolingische verovering. Sommige hiervan zouden in de loop van de tijd evolueren totdat het huidige Catalonië ontstond.

## Lijst van Catalaanse graafscahppen
De Catalaanse graafschappen waren:
- Graafschap Barcelona
- Graafschap Berga
- Graafschap Besalú
- Graafschap Cerdanya
- Graafschap Conflent
- Graafschap Empúries
- Graafschap Girona
- Graafschap Manresa
- Graafschap Osona
- Graafschap Pallars
- Graafschap Ribagorza
- Graafschap Roussillon
- Graafschap Urgell